# Joseph Schultes
Joseph Schultes (* 24. Mai 1898 in Erbendorf; † 26. März 1940 in Mallersdorf) war ein deutscher römisch-katholischer Geistlicher und Märtyrer.

## Leben
Joseph Schultes wuchs in der kinderreichen Familie eines Küfers und Küsters in der Oberpfalz auf. Ab 1911 besuchte er das Alte Gymnasium Regensburg, leistete ab Dezember 1916 Kriegsdienst und erwarb am 13. Juli 1918 das Reifezeugnis auf Grund seiner Verdienste als Soldat. Nach dem Theologiestudium in Regensburg wurde er dort am 29. Juni 1923 zum Priester geweiht.
Die Stationen seines Wirkens waren: Weiden in der Oberpfalz (1923), Herrnwahlthann (1924), Moosthann (1925), Adlkofen (1927), Schatzhofen (1929), Tegernbach (1929), Elisabethszell (1930), Hankofen (1930–1938) und Greilsberg (ab 1938).
In Hankofen wurde ihm 1938 der Vorwurf der Hetze gemacht, und er war der Verfolgung durch das NS-Regime ausgesetzt. Um dem drohenden Schul- und Kanzelverbot zu entgehen, ließ er sich im Dezember 1938 nach Greilsberg versetzen. Dort wurde er denunziert und am 7. Juli 1939 vom Sondergericht Nürnberg wegen staatsabträglicher Äußerungen in der Schule zu fünf Monaten Haft und Schulverbot verurteilt. Nach der Haft im Gefängnis Landsberg kam er in das Sanatorium Kloster Mallersdorf und starb dort mit 41 Jahren an den Folgen der Haft.

## Gedenken
Die deutsche Römisch-katholische Kirche hat Joseph Schultes als Märtyrer aus der Zeit des Nationalsozialismus in das deutsche Martyrologium des 20. Jahrhunderts aufgenommen.